# Tammo Egge Welt

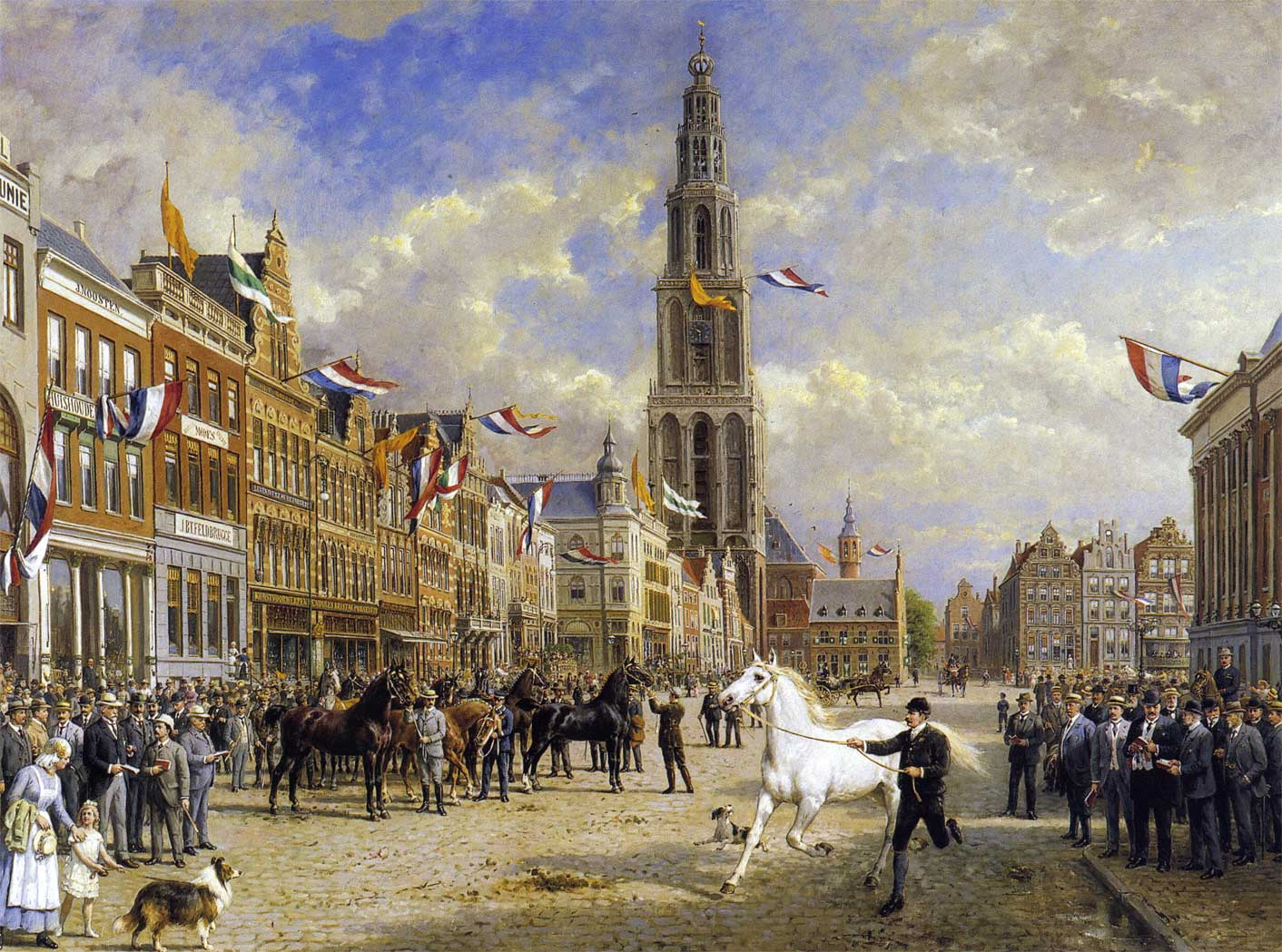
De Paardenkeuring, schilderij van Otto Eerelman, waar Welt als zesde van links te zien is.

Tammo Egge Welt (Uithuizermeeden, 2 oktober 1868 — Usquert, 28 juni 1958) was een Nederlands landbouwer, paardenfokker en burgemeester van Usquert.

## Levensloop
Tammo Egge Welt werd geboren als jongere broer van Herman Welt, landbouwer, wethouder in Uithuizermeeden en lid van de Provinciale Staten. Hij had naam gemaakt als paardenfokker in Groningen en de Ommelanden, en werd per januari 1901 aangesteld als burgemeester van de gemeente Usquert. Als burgemeester bleef hij actief in de paardenfokkerij en -handel. Welt gaf in 1928 opdracht tot de bouw van het door Berlage ontworpen Raadhuis van Usquert, hij verkocht daarvoor eigen grond aan de gemeenteraad en opende het pand in 1930. Eind 1936 werd hem eervol ontslag verleend en ging Welt met pensioen.
Tammo Egge Welt was onderscheiden als ridder in de Orde van Oranje-Nassau. Hij overleed op 89-jarige leeftijd en ligt begraven op de algemene begraafplaats van Usquert.
- International Standard Name Identifier: 0000 0003 8937 4879
- Virtual International Authority File: 282736035
- WorldCat: E39PBJmHPr4c4y8bGRhPrykbh3